# Колективно памћење
Колективно памћење јесте заједнички скуп сјећања, знања и информација друштвене групе који је значајно повезан са идентитетом групе. Колекитно памћење могу конструисати, дијелити и преносити велике и мале друштвене групе. Примјери ових група могу укључивати генерације, заједнице, нације и остали. Колективно памћење је било тема интересовања и истраживања у бројним дисциплинама, укључујући психологију, социологију, историју, филозофију и антропологију.